# K型小惑星
K型小惑星(K-type asteroid)は、比較的珍しい小惑星の分類である。0.75μmに中程度の赤色のスペクトルを持ち、波長の長い方で若干青みがかる。アルベドは低い。このようなスペクトルは、CV及びCO隕石に似る。
これらの小惑星は、トーレンの分類では「特徴のない」S型小惑星とされた。K型小惑星は、1988年にJ. F. Bellらによって、特に幅の狭い1μmの吸収線を持ち、2μmの吸収線を欠く天体に対して提案された。これらは、エオス族の小惑星の研究中に発見された。